# Apeadeiro de Castelo Mendo
O Apeadeiro de Castelo Mendo, também conhecida como de Castelo Mendo - Paraisal (nome anteriormente grafado como "Paraizal"), é uma gare da Linha da Beira Alta que serve a localidade de Paraisal, freguesia de Castelo Mendo, no Distrito da Guarda, em Portugal.

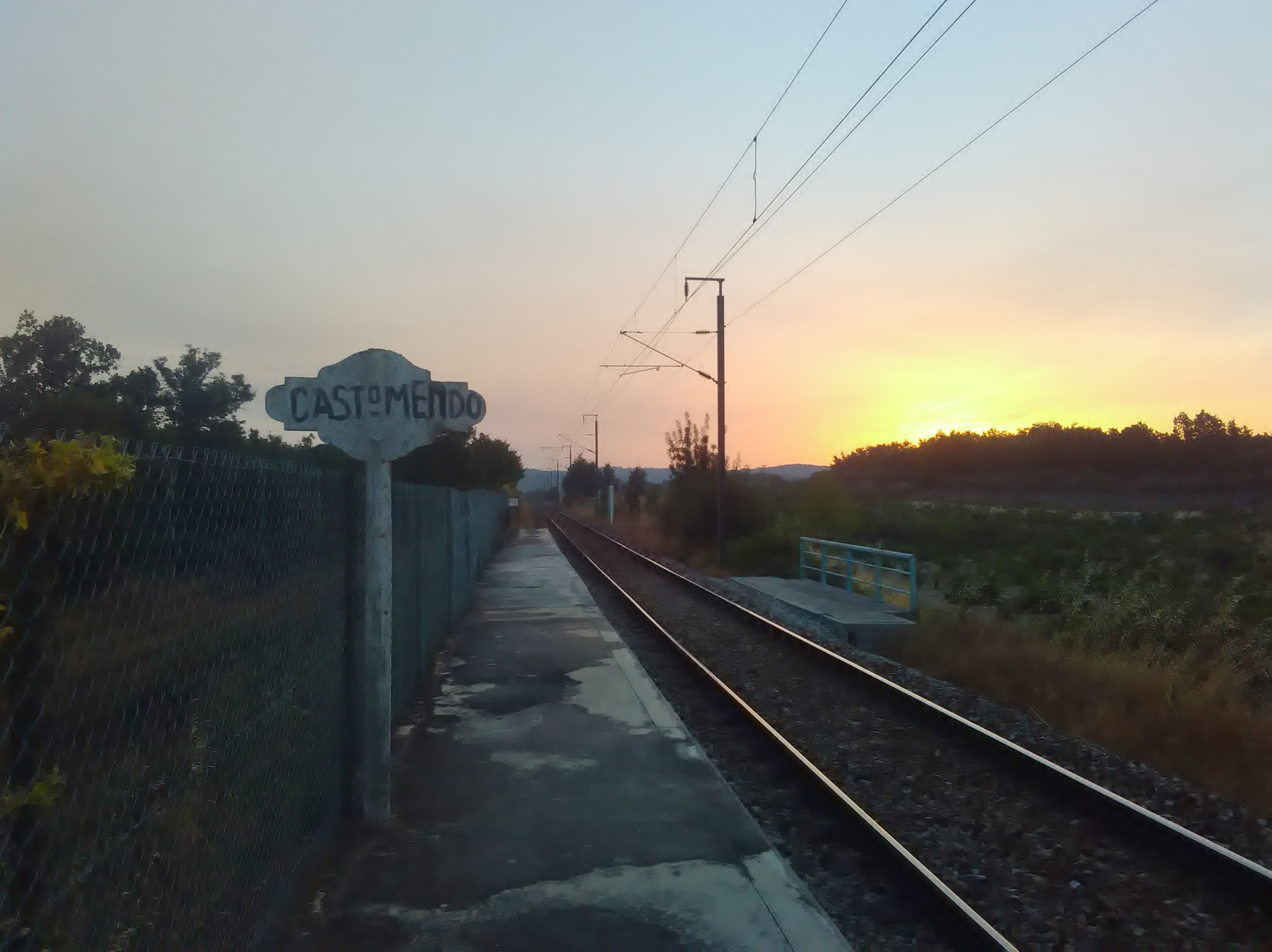
Apeadeiro de Castelo Mendo em 2016.

## Caracterização
Esta interface tem acesso pela Estrada do Apeadeiro (= EM1081), que a liga a Paraisal, a 1,9 km da gare; igualmente via EM1081, a aldeia da Mesquitela dista já 3,5 km. A localidade mais próxima é porém Jardo, distante 1,34 km em linha reta mas acessível apenas por caminhos rurais, numa distância de 2,5 km. A aldeia histórica de Castelo Mendo, sede de frequesia e localidade nominal desta interface ferroviária, dista 5,9 km, por caminhos rurais, e 8,1 km, por estrada (via EM1081 e EM566).
O abrigo de plataforma situa-se do lado noroeste da via (lado esquerdo do sentido ascendente, a Vilar Formoso).

## História
A Linha da Beira Alta entrou provisoriamente ao serviço no dia 1 de Julho de 1882, tendo sido totalmente inaugurada em 3 de Agosto do mesmo ano, pela Companhia dos Caminhos de Ferro Portugueses da Beira Alta.

A 5 de Agosto de 2018, com a introdução de novos horários pela C.P., os comboios regionais entre a Guarda e Vilar Formoso deixaram de efectuar paragem neste apeadeiro, que ficou sem qualquer serviço ferroviário. Esta situação motivou uma petição contra o fim dos serviços ferroviários no apeadeiro de Castelo Mendo.